# 因为还有明天
因为还有明天（明日は来るから）是韩国男子团体東方神起在日本发行的第4弹单曲，于2006年3月8日由Avex Entertainment公司下属厂牌rhythm zone发行。

## 收录内容

### CD+DVD
CD
DVD